# شتودلوف (ناحیه وستین)
شتودلوف (به چکی: Študlov) یک منطقهٔ مسکونی در جمهوری چک است که در ناحیه وستین واقع شده‌است. شتودلوف ۹٫۴۳ کیلومتر مربع مساحت و ۵۲۴ نفر جمعیت دارد و ۵۰۵ متر بالاتر از سطح دریا واقع شده‌است.